# AT&T ビル (ナッシュビル)
AT&T ビル (AT&T Building) はアメリカ合衆国テネシー州の州都ナッシュビルにある超高層ビル。かつてはサウス・セントラル・ベル・ビル (Sounth Central Bell Building)、ベルサウス・ビル (BellSouth Building) と呼ばれた。「AT&Tビル」よりも「バットマンビル」(Batman Building) という愛称の方が一般的である。

## 概要
1994年8月に完成したテネシー州で最も高い超高層建築物で、高さは617 ft (188 m)の33階建てである。2,000名が就労できるオフィス・タワーである。

## 設計

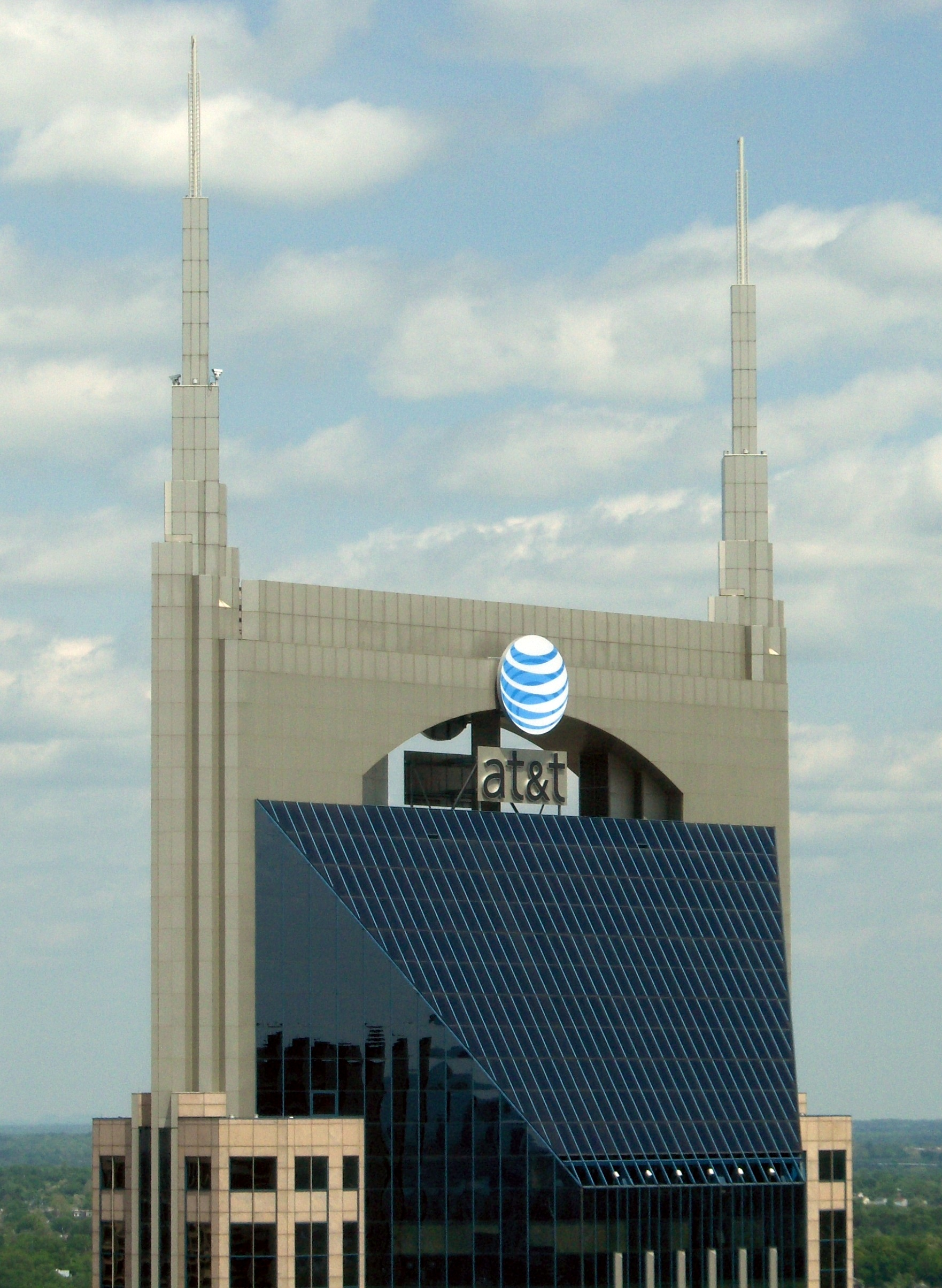
尖塔部

3番通り北と2番通り北の間のコマース通り沿いの2.7エーカー (11,000 m2)の土地も建てられ、1⅔ブロックを専有している。玄関ホールは3フロアに及ぶ温室アトリウムとなっており、地下9階に達する巨大駐車場は1,300台の自動車を収容可能である
。その特異な形状と色合いから「バットマンビル」(Batman Building) という愛称で呼ばれている。
設計を担当したアール・スウェンソン・アソシエイツのリチャード・ミラーは、「(当時のテナントであった)サウス・セントラル・ベルの希望で、同社の個性がそのまま外観に表された特徴的な建造物とした」と語った。
2009年8月、フランスのオンライン・ビジネス・ジャーナル『Le Journal du Net 』はこの「バットマン・ビルディング」(La Bat Tower )を世界で最もオリジナリティのあるビルディング12選の1つに選んだが、完成後には建物自体の奇抜なデザインと、周囲の景観との不釣り合いなことが激しい批判の対象にもなった。
なお、オーストラリアのメルボルンにあるメルボルン・セントラル・ショッピング・センターも似たようなデザインである。

## テナント
1994年の落成から2006年まではAT&T(前身はベルサウス、サウス・セントラル・ベル)が同ビルにテネシー本社を置き、唯一のテナントであった。現在は総スペースのうち約500,000 sq ft (46,000 m2)を占めているのみである。AT&Tのリース期間は2020年1月までの23.5年となっている。2008年中頃までの約2年間は日産自動車が北米本社を同ビルに置いていたが、その後テネシー州フランクリンに移転した。
オフィスの利用はないが、地元のテレビ局であるWTVFチャンネル5は1995年から1996年にかけて西塔に完成した2台のライブ・リモコン・カメラを利用している。これらのカメラはニュース放送時にナッシュビルの景色を流すために使用されている。

## 所有者
1994年の落成後、AT&T ビルはピツニーボウズの不動産部門が設立したLLPの Prefco XIV L.P. に約1億米ドルで買い取られた。2006年7月、Prefcoはサーベラス・キャピタル・マネジメント の子会社である EntreCap Financial に買収され、AT&T ビルはすぐさま売りに出された。2007年中頃に MTL Leasing が同ビルを購入したが、購入額は明らかにされていない。